# Gabriele Veneziano
Gabriele Veneziano (Firenze, 7 settembre 1942) è un fisico italiano, noto per essere uno dei padri fondatori della teoria delle stringhe e per aver introdotto l'ampiezza di Veneziano.
I suoi studi sulla gravitazione quantistica, nati per spiegare le interazioni di campo e che hanno portato nel 1968 all'elaborazione della grandezza fisica a lui intitolata, hanno permesso, grazie all'ampliamento della sua idea originaria, di formulare l'ipotesi dell'esistenza di oggetti primordiali non puntiformi chiamati stringhe. Per questo motivo è ritenuto il padre fondatore dell'omonima teoria.

## Biografia
Si laureò in fisica nel 1965 presso l'Università di Firenze (direttore della tesi: Raoul Gatto). Nel 1967 conseguì il dottorato in fisica presso l'Istituto Weizmann di Rehovot (Israele), dove tornò come professore (cattedra speciale Amos de Shalit) nel 1972, dopo un soggiorno al MIT dapprima come post-doctoral fellow e poi come Assistant Professor.
Dal 1978 è Permanent Senior staff member presso il CERN di Ginevra, dove tra il 1994 e il 1997 fu anche direttore della divisione di fisica teorica.
A un suo lavoro del 1968 si deve la nascita dei modelli duali (Modello di Veneziano o Dual Resonance Model), dai quali traggono origine le teorie delle stringhe, una delle frontiere attuali, nella ricerca di una teoria unificata delle interazioni fondamentali. I suoi contributi più importanti sono nell'ambito delle teorie di campo, di quelle di stringa, e dei modelli cosmologici suggeriti da queste ultime.
Scoprì che la funzione beta di Eulero, usata come un'ampiezza di scattering (ampiezza di Veneziano), ha molte caratteristiche utili per spiegare le proprietà fisiche di particelle che interagiscono secondo le interazioni forti. Nel 1968 scoprì una funzione riconducibile all'integrale di Eulero, in grado di descrivere il comportamento di quark, elettroni e fotoni, ma non adatta per le altre particelle nucleari.
Le sue ricerche più recenti sono focalizzate sullo studio del Big Bang originario, e sulla elaborazione di una teoria cosmologica del tutto, che possa unificare le interazioni fondamentali della materia. A tale riguardo, Veneziano ha lavorato in cosmologia di stringa, e ha sviluppato un modello del pre-Big Bang, pubblicato nel 1991, che mostra come un modello cosmologico inflazionario possa essere ottenuto dalla teoria delle stringhe.
Dal 2002 fino al 2013 ha ricoperto la cattedra di fisica delle particelle elementari, gravitazione e cosmologia presso il Collège de France, ed è stato molto attivo in vari settori della ricerca della fisica delle alte energie. È membro dell'Accademia delle Scienze di Torino dal 1994, dell'Accademia Nazionale dei Lincei dal 1996 e dell'Accademia francese delle scienze dal 2002.
La capacità dialettica lo ha reso seguito protagonista di incontri divulgativi, dove propone a un pubblico generico, e non specialistico, la fisica contemporanea. Citiamo a titolo di esempio la serata tenuta il 16 dicembre 2004: "Einstein e l'Energia Oscura dell'universo: Errore o Profezia?", nell'ambito delle manifestazioni "Come alla corte di Federico II (ovvero parlando e riparlando di scienza)"
(Gabriele Veneziano)

## Onorificenze
- 1999   Premio Pomerančuk, Mosca
- 2000   Medaglia d'oro della Repubblica Italiana come benemerito della cultura
- 2004   Premio Dannie Heineman della American Physical Society
- 2005   Premio Enrico Fermi della Società italiana di fisica
- 2006   Medaglia Albert Einstein
- 2007   Oskar Klein Medal and Memorial Lecture
- 2007   Commendatore al merito della Repubblica italiana
- 2009   James Joyce Award, Dublino
- 2009   Premio Felice Pietro Chisesi e Caterina Tomassoni
- 2009   Medaglia Schola Physica Romana, dell'Università La Sapienza, Roma
- 2014   Medaglia Dirac del Centro internazionale di fisica teorica di Trieste
- 2016   Premio Friedel-Volterra della Società Italiana di Fisica (SIF)[2]
- 2023   Medaglia Amaldi della Società italiana di relatività generale e fisica della gravitazione (SIGRAV)[3]